# Mondésir Alladjim
Mondesir Alladjim (sinh ngày 10 tháng 2 năm 1986) là một hậu vệ bóng đá người Tchad hiện tại thi đấu cho Renaissance. Anh cũng là thành viên của Đội tuyển bóng đá quốc gia Tchad thi đấu ở vị trí trung vệ. Anh ra sân 12 lần cho đội tuyển quốc gia và là một phần của chiến dịch vòng loại cho Giải vô địch bóng đá thế giới 2010, cũng như Cúp bóng đá châu Phi 2012.